# مارسيو بورغز
مارسيو بورغز (بالبرتغالية: Márcio Borges‏) هو لاعب كرة قدم برازيلي في مركز الدفاع، ولد في 21 يناير 1973 في ريو دي جانيرو في البرازيل. لعب مع أرمينيا بيليفيلد وبوتافوغو ريغاتاس وفالدهوف مانهايم.

## وصلات خارجية
- مارسيو بورغز على موقع قاعدة بيانات كرة القدم.إي يو (الإنجليزية)
- مارسيو بورغز على موقع بيانات كرة القدم. دي إي (الألمانية)
- مارسيو بورغز على موقع عالم كرة القدم.نت (الإنجليزية)